# 리안 (가운데땅)
리안(Rian)은 《실마릴리온》의 등장인물이다. 인간 영웅 투오르의 어머니로 알려졌다.
벨레군드의 딸로 후오르와 결혼하여 자식 투오르를 낳은 뒤 전쟁에서 남편이 죽었다는 소식을 듣고 슬픔에 못 이겨 하우드-엔-니르나에스에서 죽음을 맞이한다.
이후 자식 투오르는 인간이 아닌 미스림 요정의 손길에서 자라게 되었고, 그 요정의 지도자는 안나엘이라고 알려졌다.